# Bel-Ami (film, 2012)
Pour les articles homonymes, voir Bel-Ami (homonymie).
Pour plus de détails, voir Fiche technique et Distribution.
Bel-Ami est un drame italo-britannique réalisé par Declan Donnellan et Nick Ormerod et sorti en 2012. Il s'agit d'une adaptation du roman Bel-Ami de Guy de Maupassant.

## Synopsis
1890, à Paris. Georges Duroy est un jeune homme ambitieux, qui doit se contenter d'un emploi au bureau du chemin de fer et de vivre dans une mansarde miteuse.
Un soir, il rencontre la prostituée Rachel, mais aussi Charles Forestier, un ancien camarade d'Algérie. Ce dernier, devenu rédacteur politique au journal La Vie française, lui permet de rencontrer des femmes influentes de la capitale, dont Clotilde de Marelle, Madeleine Forestier (la femme de son ami) et Virginie Rousset. Usant de son charme et de son intelligence, Georges passe de la pauvreté à la richesse en devenant l'amant de Clotilde et en se faisant embaucher par monsieur Rousset, directeur de La Vie française.
Dans un univers où la politique et les médias se bousculent pour avoir de l'influence, où le sexe est synonyme de pouvoir et la célébrité est une obsession, Georges ne reculera devant rien pour réussir…

## Fiche technique
- Titre original : Bel Ami
- Titre français : Bel-Ami
- Réalisation : Declan Donnellan et Nick Ormerod
- Scénario : Rachel Bennette d'après Bel-Ami de Guy de Maupassant
- Direction artistique : Attila Kovács
- Décors : Zsuzsanna Borvendég
- Costumes : Odile Dicks-Mireaux (en)
- Photographie : Stefano Falivene
- Son : Ian Wilson
- Montage : Gavin Buckley et Masahiro Hirakubo
- Musique : Lakshman Joseph De Saram et Rachel Portman
- Production : Uberto Pasolini
- Sociétés de production : 19 Entertainment, Protagonist Pictures, RAI Cinema et Redwave Films
- Sociétés de distribution :  01 Distribution /  Optimum Releasing
- Budget :
- Pays d’origine :  Italie/ Royaume-Uni
- Langue originale : Anglais
- Format : Couleurs - 2,35 : 1 - Super 35 mm
- Genre : Drame
- Durée : 102 minutes
- Dates de sortie :
  -  Allemagne : 17 février 2012 (Berlinale 2012)
  -  Royaume-Uni : 9 mars 2012
  -  Italie : 13 avril 2012
  -  France : 27 juin 2012

## Distribution

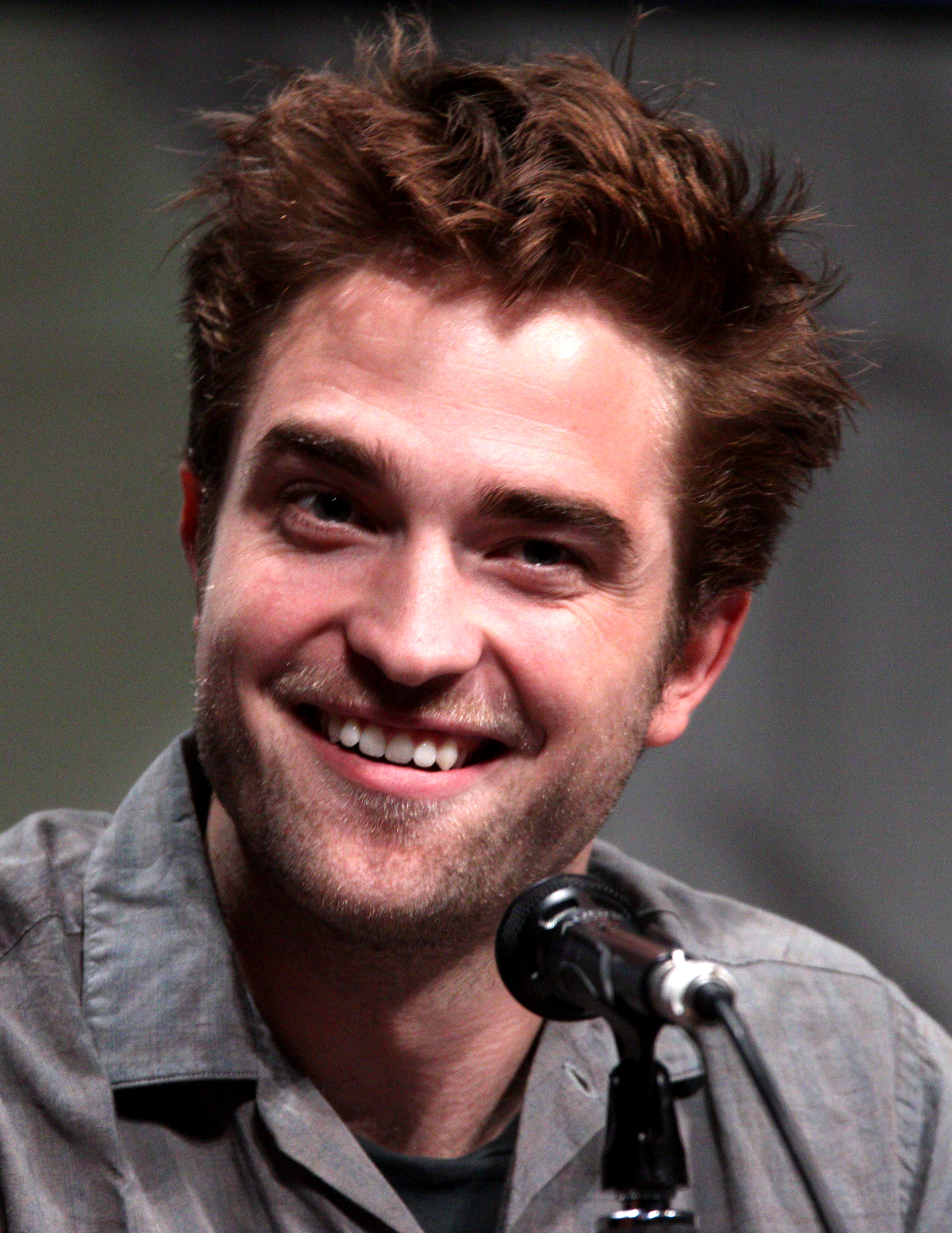
L'acteur principal Robert Pattinson, en 2012.

- Robert Pattinson (V. F. : Thomas Roditi) : Georges Duroy / Bel-Ami
- Uma Thurman (V. F. : Odile Cohen) : Madeleine Forestier
- Kristin Scott Thomas (V. F. : elle-même) : Virginie Rousset
- Christina Ricci (V. F. : Lisa Martino) : Clotilde de Marelle
- Holliday Grainger : Suzanne Rousset
- Philip Glenister (V. F. : Jean-Claude Leguay) : Charles Forestier
- Colm Meaney (V. F. : Patrick Raynal) : M. Rousset
- James Lance : François Laroche
- Natalia Tena (V. F. : Alexandra Karamisaris) : Rachel, la prostituée
- Pip Torrens : Paul, le majordome
- Anthony Higgins : le comte de Vaudrec